# Benjamin Blyth II
Benjamin Hall Blyth II (25 de maio de 1849 – 13 de maio de 1917) foi um engenheiro civil escocês.
Blyth, nascido em St Cuthbert's Parish, Edimburgo, East Lothian, era o mais velho de nove crianças do engenheiro Benjamin Blyth. Estudou na Escola Merchiston Castle entre 1860 e 1864 antes de entrar para a Universidade de Edimburgo onde se licenciaria em artes.
Após a morte dos pais (Benjamin Blyth em 1866 e Mary Dudgeon Wright em 1868) Blyth e seus irmãos seriam criados pela irmã da mãe, Elizabeth Scotland Wright.